# Pachača
Il Pachača (in russo Пахача́?) è un fiume della Russia estremo-orientale. Scorre nell'Oljutorskij rajon del Territorio della Kamčatka.
Conosciuto dalla metà del XVII secolo; su disegni e mappe russi, l'immagine del fiume apparve all'inizio del XVIII secolo. L'interesse per quest'area era associato principalmente al famoso zibellino Pachačin. La prima descrizione della foce del fiume fu data da Fridolf Höök nel 1885.

## Descrizione
Il fiume ha origine dal monte Ledjanaja sull'altopiano dei Coriacchi; scorre in direzione prevalentemente meridionale e sfocia nel golfo Oljutorskij. Il fiume ha una lunghezza di 293 km, il bacino misura 11 700 km².
Il congelamento inizia tra la fine di ottobre e l'inizio di novembre, dura in media 220-240 giorni. Lo spessore massimo del ghiaccio raggiunge i 120 cm. La deriva del ghiaccio inizia tra la fine di aprile e l'inizio di maggio, e si formano spesso incagliamenti del ghiaccio che portano all'inondazioni degli insediamenti. Il villaggio di Pachači si trova vicino alla foce del fiume, e più a nord, lungo il suo corso, Srednie Pachači.

## Ittiofauna
Ci sono molti pesci nel fiume: salmone rosso, salmone argentato, salmerino artico, Thymallus arcticus mertensii (temolo artico della Kamčatka), Coregonus sardinella, Prosopium cylindraceum, bottatrice dalla coda fine (Lota lota leptura).